# Hvar
Hvar je ostrvo u Jadranskom moru, koje pripada Republici Hrvatskoj. Površina ostrva je 297,37 km².

## Geografski položaj
Nalazi se u Splitsko-dalmatinskoj županiji, u skupu ostrva ove županije. Severno od njega se nalazi ostrvo Brač, a južno od njega se nalaze Šćedro (od kojeg ga deli Šćedorski kanal), Vis (prema jugozapadu), Paklinska ostrva, Korčula i poluostrvo Pelješac.

## Ime
Današnje ime ostrva je grčkog porekla (od grčke reči „Pharos“ – svetionik). Iz tog naziva Rimljani su oblikovali ime „Pharia“. Dalmatinski Romani pretvorili su ga u „Fara“, a u ranom Srednjem veku doseljeni Sloveni su suglasnik f zamenili grupom suglasnika hv i promenili naziv u „Hvar“. Naziv Lesina (na Černigovoj karti iz 1855. a na pomorskoj karti Angelina Dulcerta iz 1339. je Lesna) pojavljuje se od kraja XI veka i potiče od slovenske reči lesna (šumovita) (Jiriček). Taj naziv se danas sačuvao još samo u italijanskom jeziku, preko Mlečana. Nemački putopisac Konrad Grunenberg 1486. Hvar naziva Lessina po tadašnjem standardnom pomorskom imenovanju. Benediktinski manastir se naziva S. Maria di Lesna Moguća veza ovog starog naziva ostrva je sa imenom mesta Jelsa koje se u Statutu Hvara (Statuta communitatis Lesinae) 1331. godine pominje pod imenom Civitas Vetus Ielsae. Lazar Tomanović ovo ostrvo, pored kojega je putovao, spominje 1883. godine pod imenom Lijezina. 

## Istorija
Ostrvo je naseljeno još u praistorijsko doba. Iz tog razdoblja na ostrvu postoje nalazi hvarske kulture (3500—2500. p. n. e.), poznate po obojenoj keramici.
Poznati su nalazi iz Markove i Grapčeve špilje, u kojoj je pronađen najstariji prikaz broda u Evropi na komadu keramičke vaze, te lokalitet Purkin kuk sa megalitima.
Kasnije su ostrvo naselili Iliri.
Hvar je bio mesto starogrčke kolonizacije u IV veku pne. Na njemu je u to doba, 385. p. n. e., osnovan Faros, na mestu današnjeg Starog Grada. Pomenuti Faros je bio polis. Od ostalih starogrčkih naseobina vredi spomenuti Dimos, koji se nalazio na mestu današnjeg Hvara.
Padom Sirakuze, bitne zaštitnice ovog ostrva, došao je kraj vlasti starih Grka. Ostrvo je palo pod vlast starog Rima 219. p. n. e., a Faros je dobio ime „Pharia“.
Nakon pada starorimske vlasti, ostrvo je palo pod vlast Vizantije. U tom razdoblju postoji praznina, jedno nerasvetljeno razdoblje, sve do doseljavanja Slovena. Prvi stanovnici toga područja nakon dolaska Slovena su, prema Konstantinu Porfirogenitu, nekršteni Srbi koji su osnovali Neretljansku oblast zvanu Paganija.
Srbi su tim područjem vladali tri veka kao Neretljanskom kneževinom.
U XI veku ostrvo je postalo deo srednjovekovne hrvatske kraljevine Petra Krešimira IV.
Nakon toga su se na vlasti smenjivali Mletačka republika, Vizantija i Ugarska kraljevina.
Godine 1331. komuna je konačno pala pod mletačku zaštitu. Mlečani su ga u potpunosti nadzirali 1420. godine. Mletačka vlast je trajala sve do pada Mletaka, 1797. godine. U tom razdoblju je grad Hvar bio glavna mletačka luka na istočnoj jadranskoj obali. Ostrvo Hvar je bilo deo iste upravne jedinice, kao i ostrvo Vis, Hvarsko-viške komune. Trag te podele je današnja bračko-hvarsko-viška biskupija.
Grad Hvar je dao dosta učenih ljudi u 15-16. veku. Njihova imena je naveo Vinko Pribojević (umro 1532) istoričar u svom čuvenom govoru pred uglednim Hvaranima, održanom 1525. godine. U Starom gradu na ostrvu Hvaru bavio se književnim radom plemić Hanibal Lucić 1480-1534. godine. Bio je to poštovan i imućan čovek koji je putovao po svetu i stekao iskustvo i obrazovanje. Pisao je ljubavne pesme (zbirka "Pisan razlicih"), poslanice i jedan "dramatski spis" pod naslovom "Robinja". Lucićev savremenik i sugrađanin, takođe književnik bio je Petar Hektorović 1487-1572. godine. Značajan je po tome što je u svoje delo "Ribanje i ribarsko prigovaranje" (iz 1569) uneo dve srpske narodne pesme. U jednoj je svađa Marka Kraljevića i brata mu Andije, a druga bugarštica govori o Radoslavu Severincu, koga je ubio Vlatko vojvoda Udinski. Opisao je u tom delu trodnevni izlet iz Hvara do Brača i Šolte, propraćen razgovorom sa dvojicom ribara.
Nakon 1797., ostrvo je palo pod vlast Habzburške Monarhije. Godine 1806. pada pod vlast Napoleonove Francuske, Habzburške Monarhije odnosno reorganizovanjem iste, pod austrijski deo Austro-Ugarske. Tada je nastalo zlatno doba za ovo ostrvo : uređene su sve ostrvske luke, napravljen je katastar, nastala je mala industrijalizacija, a uzlazni krug na poljoprivrednom tržištu (vinova loza, buhač, lavanda) je ojačao srednji sloj stanovništva, dok se zaostajanje nižih slojeva ublažilo. Do pojave parobroda, ostrvo je imalo svoju trgovačku mornaricu.
U gradu Hvaru su u to vreme svoje konzulate otvorili Grčka, Parma, Papska država i Napuljsko Kraljevstvo.
Godine 1858. je otvorena prva meteorološka stanica na prostoru današnje Hrvatske, a 1868. je osnovano prvo turističko društvo („Higijeničko društvo“). Na ostrvu "Faru" (Hvaru) u Lezini održavao se godišnji vašar 1853. godine - 10. maja.
Posle raspada Austro-Ugarske, Kraljevina Italija je zaposela ostrvo iste 1918. godine, i ostala je na njemu sve do 1921, kada je konačno postalo deo Kraljevine SHS/Kraljevine Jugoslavije.
Padom Kraljevine, 1941, ostrvo je ušlo u sastav Nezavisne Države Hrvatske, gde je bio deo velike župe Cetina.
Padom vlasti NDH, postalo je deo NR Hrvatske/SR Hrvatske. Ostrvo je bilo jedna upravna jedinica, opština Hvar sa sedištem u gradu Hvaru.
Kasnije, osamostaljenjem Hrvatske, u današnjoj Republici Hrvatskoj, Hvar se podelio na četiri opštine: Grad Hvar, Stari Grad, Jelsa i Sućuraj.
Početkom rata u Hrvatskoj, ostrvsko stanovništvo i privreda su trpeli posledice pomorske blokade Hrvatske 1991., koju je uspostavila JRM, da bi sprečila šverc oružja.

## Pravoslavlje na Hvaru
Pravoslavlje na ostrvu Hvaru se vezuje od početka za doseljene Grke vojnike iz svoje otadžbine, u 15. veku.
Dokumenti koji su sačuvani se odnose na 18. vek i pokazuju agresivnost katoličkog klira koji je gušio pravoslavne, težeći da ih prevede u okrilje svoje vere. Još 1727. godine Senat je pravoslavcima zajamčio slobodu ispovedanja vere. Vlast je dozvolila da podignu pravoslavni hram van grada i da tu drže jednog kaluđera za bogosluženja. Data im je zemlja za izdržavanje, ali i zavisili su od milosti vlasti. Grci su zaista ubrzo podigli u "zemljouzu" kraj mora, pravoslavnu crkvu, posvećenu Sv. Paraskevi i uz nju parohijski dom. Ali biskup je uspeo da uredi da se u taj pravoslavni hram unese i katolički oltar, za njihova bogosluženja. Katolici su kontrolisali rad i mešali se u poslove pravoslavnih. Broj Grka pravoslavnih parohijana ionako mali, stalno se smanjivao. Oni su ili umirali ili prelazili u katolicizam. Jedna od najpoznatijih grčkih porodica sa Hvara Makiedo, je imala takvu sudbinu. Došlo je 1807. godine do same propasti pravoslavne parohije, za vreme pop Neofita Kromide, kada su u parohiji bile samo dve duše. Srbi nisu videli da tu ima dostojanstvenog života, pa se nisu doseljavali kod srodnih po veri Grka. Uskoro je ostao Hvar bez pravoslavaca, ikone su prenete u katoličku "rimsku" gradsku crkvu, a sam hram je pretvoren u "magazu vojničku u kojoj se prah (barut) drži".
Pominje se 1808. godine u jednom popisu "Lezina" (Hvar) sa pravoslavnom crkvom posvećenom Sv. Petki. U njoj je službovao jedan sveštenik kao paroh. Na drugom mestu (istog popisa) se kaže daje isti hram tada već porušen. Pomenuta crkva je 1616. godine bila deo grčkog pravoslavnog manastira istog imena - Sv. Petke.

## Klima
Klima je sredozemna. Zapadni deo ostrva je izrazito sušniji, čak je među krajevima sa najmanje padavina u Hrvatskoj.

## Stanovništvo
Apsolutno većinsko stanovništvo ovog ostrva su Hrvati.
Najveća naselja na ostrvu su Hvar, Stari Grad, Jelsa i Sućuraj, koji su ujedno i četiri ostrvske opštine koje pokrivaju područje ovog ostrva.
Ostala naselja na Hvaru su:
| - Dol - Vrbanj - Maslinica - Selca - Velo Rudina - Molo Rudina - Brusje - Milna | - Zavala - Sveta Nedelja - Svirče - Pitve - Vrisnik - Vrboska - Gdinj - Bogomolje |

## Literatura
- Максимовић, Љубомир (1964). „О времену доласка Неретљана на далматинска острва”. Зборник Филозофског факултета у Београду. 8 (1): 145—152.
- Moravcsik, Gyula, ур. (1967) [1949]. Constantine Porphyrogenitus: De Administrando Imperio (2. изд.). Washington: Dumbarton Oaks Center for Byzantine Studies.
- Ферјанчић, Божидар (1959). „Константин VII Порфирогенит”. Византијски извори за историју народа Југославије. 2. Београд: Византолошки институт. стр. 1—98.
- Ферлуга, Јадран (1957). Византијска управа у Далмацији. Београд: Научно дело.
- Томановић, Лазар (2007). Путописна проза. Градска библиотека и читаоница Херцег Нови.